# Sang Lee International Open 2004
Die Sang Lee International Open 2004 war ein Karambolageturnier in der Disziplin Dreiband und fand im August in New York, Vereinigte Staaten statt.

## Modus
Gestartet wurde das Turnier mit sechs Gruppen mit je neun oder zehn Spielern. Die besten drei jeder Gruppe qualifizierten sich für die zweite Runde. In dieser Runde stiegen auch die gesetzten Spieler Torbjörn Blomdahl und Semih Saygıner in das Turnier ein. Zusätzlich wurden zwei der ausgeschiedenen Spieler der ersten Runde ausgelost. Es wurden zwei Gruppen zu je 11 Spielern erstellt. Nach Abschluss dieser Runde qualifizierten sich die jeweils fünf Besten jeder Gruppe für die letzte Runde. Hier wurden die bereits in der zweiten Runde gespielten Partien mitgenommen. Somit spielten die Spieler der Gruppe A nur noch gegen die Spieler der Gruppe B. Das Gleiche galt auch umgekehrt, also B gegen A. Alle Turnierspiele wurden im Round-Robin Modus gespielt. Deshalb spielten Pedro Piedrabuena und Dion Nelin insgesamt 24 Matches im Turnier. Selbst die gesetzten Spieler kamen auf 15 Matches.

## Gesetzte Spieler
•  Torbjörn Blomdahl
•  Semih Saygıner

## Abschlusstabelle
In den Finalrunden wurden die Platzierungen in der Endtabelle nach der Platzierung zum Gruppenabschluss vergeben. Die Reihenfolge wurde wie folgt vergeben:
1. Matchpunkte Gruppenphasen
2. Generaldurchschnitt

| MP    | Match Punkte (Sieger = 2; Unentschieden = 1; Verlierer = 0) |
| SV    | Satzverhältnis (nur bei Turnieren im Satzsystem)            |
| Pkte. | Erzielte Karambolagen                                       |
| Aufn. | benötigte Aufnahmen                                         |
| GD    | Generaldurchschnitt                                         |
| MGD   | Mannschafts-Generaldurchschnitt                             |
| BED   | Bester Einzeldurchschnitt eines Spielers                    |
| BEMD  | Bester Einzeldurchschnitt einer Mannschaft                  |
| BSD   | Bester Satzdurchschnitt eines Spielers                      |
| HS    | Höchstserie                                                 |
| WRP   | Weltranglistenpunkte                                        |

| 1  | Torbjörn Blomdahl | 14-01 | 28 | 1,743 | 3,333 | 15 | 6.000 US$ |
| 2  | Ramón Rodriguez   | 13-02 | 26 | 1,452 | 2,352 | 17 | 5.000 US$ |
| 3  | Pedro Piedrabuena | 12-03 | 24 | 1,392 | 2,352 | 13 | 4.000 US$ |
| 4  | Semih Saygıner    | 10-05 | 20 | 1,435 | 2,500 | 14 | 3.100 US$ |
| 5  | Dion Nelin        | 10-05 | 20 | 1,306 | 1,818 | 18 | 2.800 US$ |
| 6  | Francisco Palafox | 10-05 | 20 | 1,111 | 1,739 | 10 | 2.500 US$ |
| 7  | O Takeshitma      | 09-06 | 18 | 1,091 | 2,666 | 9  | 2.200 US$ |
| 8  | Mazin Shooni      | 08-07 | 16 | 0,990 | 1,481 | 14 | 1.900 US$ |
| 9  | Allan Jensen      | 08-07 | 16 | 0,944 | 1,250 | 8  | 1.600 US$ |
| 10 | Javier Teran      | 06-09 | 12 | 1,079 | 1,538 | 11 | 1.300 US$ |
| 11 | Hugo Patino       |       | 14 | 1,172 | 1,904 | 9  | 1.000 US$ |
| 12 | Tsuyushi Suzuki   |       | 10 | 0,949 | 1,428 | 15 | 850 US$   |
| 13 | Martin Hermse     |       | 8  | 0,952 | 1,333 | 9  | 750 US$   |
| 14 | Young Jong        |       | 10 | 0,897 | 1,250 | 6  | 700 US$   |
| 15 | Min Jae Pak       |       | 8  | 0,928 | 1,000 | 11 | 650 US$   |
| 16 | Vicky Pineda      |       | 6  | 0,771 | 1,111 | 12 | 600 US$   |
| 17 | Roberto Rojas     |       | 8  | 0,888 | 1,176 | 8  | 550 US$   |
| 18 | Bill Maloney      |       | 6  | 0,720 | 0,975 | 7  | 500 US$   |
| 19 | Jorge Rubio       |       | 6  | 0,818 | 1,333 | 10 | 450 US$   |
| 20 | Salvador Diaz     |       | 2  | 0,850 | 0,909 | 7  | 400 US$   |
| 21 | Jorge Urquijo     |       | 4  | 0,658 | 0,800 | 5  | 350 US$   |
| 22 | Jim Shovak        |       | 0  | 0,408 | -     | 4  | 300 US$   |